# Minuta świetlna
Minuta świetlna – odległość, jaką przebywa światło w próżni w ciągu jednej minuty, wynosi 17 987 547 480 metrów ≈ 18 milionów kilometrów.
Średnia odległość Ziemi od Słońca, czyli jedna jednostka astronomiczna, wynosi 8,317 minut świetlnych.